# Niels Faurholdt
Niels Faurholdt (Copenhague, 1956) es un naturalista botánico y curador danés. Es profesor asociado del Jardín Botánico de la Universidad de Copenhague, perteneciente al Museo de Historia Natural de Dinamarca.

## Algunas publicaciones
- henrik ærenlund Pedersen, paul Ormerod (2009). Notes on the orchid flora of Thailand. 6 pp.

### Libros
- henrik œrenlund Pedersen, niels Faurholdt (2010). Danmarks Vilde Orkideer. Editor Gyldendal A/S. 291 pp. ISBN 87-02-06386-7.
- —, — (2000). Ophrys: the bee orchids of Europe. Edición ilustrada de Royal Botanic Gardens, Kew. 296 pp. ISBN 1-84246-152-4.
- niels Faurholdt, lis ravnsted-Larsen (1992). Bevaringsplan for overdrev i Storstrøms amt. 80 pp.

## Honores
Miembro de
- Comité para la asignación de la Flora de Europa
- Monitoreo de las Orquídeas danesas
- Asesoría nacional de Flora Nórdica

- La abreviatura «Faurh.» se emplea para indicar a Niels Faurholdt como autoridad en la descripción y clasificación científica de los vegetales.[2]